# Primavera (canção)
"Primavera" é uma canção da apresentadora e cantora brasileira Eliana, o décimo segundo single de sua carreira, parte do álbum de mesmo nome, uma versão da música "You To Me Are Everything" do grupo The Real Thing O álbum desta canção foi indicado ao Grammy Latino na categoria Melhor Álbum Infantil, porém não venceu.

## Background
A letra da música fala sobre a primavera e tudo que acontece durante esta estação, como as flores desabrochando e o amor entre as pessoas. Ela é uma versão da canção You To Me Are Everything  interpretada pelo grupo The Real Thing. Nesta versão, a letra foi escrita por Paulo Sérgio Valle.. Uma versão em italiano já havia sido gravada em 1997 por Marina Rei sob mesmo título. 

## Apresentações ao vivo
Em sua turnê de 1999, Eliana desempenhou o single junto com as demais canções do álbum. No show de abertura, ela reuniu cinco mil pessoas.

## Vídeo musical
O videoclipe da canção foi lançado em 1999 dentro do programa Eliana & Alegria. Ele mostra Eliana em uma floresta, perto de um lago, dançando sozinha e em algumas cenas, com um grupo de crianças.